# Ярослав Шифер
Ярослав Шифер (хорв. Jaroslav Šifer 12 серпня 1895, Загреб — 29 листопада 1982, Загреб) — хорватський та югославський футболіст, захисник, за фахом столяр. У складі збірної Югославії брав участь у літніх Олімпійських іграх 1920 року. Володар спеціальної золотої дошки Югославського футбольного союзу.

## Клубна кар'єра
Один із засновників загребського футбольного клубу «Граджянскі». Він забив перший історичний гол за клуб в дебютному матчі клубу 21 травня 1911 року проти резервної команди ХАШК (1:5). Він був одним з найкращих югославських захисників міжвоєнного періоду.
Під час Першої світової війни працював у Відні на аеропланному заводі, виступав за віденський «Вінер АК».
З командою став чемпіоном Югославії 1923 році, першого чемпіонату новоствореного Королівства сербів, хорватів і словенців. Також виграв з командою п'ять чемпіонатів Загреба та один Кубок Загреба.
Він також був одним із найкращих гравців, коли «сині» відвідали Іспанію в 1922 і в 1923 роках, де була переможена знаменита «Барселона» (1:0).
Футбол Шифер залишив у віці 29 років заради прибуткової роботи. Мав столярну майстерню і займався будівництвом інтер'єру військового корабля «Hvar».
Помер на 88-му році життя 29 листопада 1982 року у Загребі. Ярослава Шифера поховали з футболкою та бутсами «Динамо».

## Виступи за збірну
28 серпня 1920 року зіграв у історичному першому матчі збірної Югославії, де Шифер зіграв лівого захисника на Олімпійському турнірі в Антверпені, проти Чехословаччини (0:7).
Єдиний гол за збірну забив з пенальті 8 червня 1922 року на 35-й хвилині товариського матчу проти збірної Румунії, що проходив у Белграді, ставши, завдяки цьому, не тільки першим в історії збірної гравцем, що бив пенальті, але й першим, кому вдалося зробити це результативно, однак, його команді це не допомогло, оскільки потім суперник все-таки вирвав перемогу в матчі, забивши 2 м'ячі.
1 жовтня 1922 року провів свою останню 6 гру за збірну у товариському матчі проти Польщі (1:3) у Загребі, зігравши таким чином у всіх шести перших іграх національної збірної Югославії.
Також Шифер зіграв 15 ігор за збірну Загреба (1920—1923).

## Досягнення
- Чемпіон Югославії (1): 1923.